# Guy de Sully
Guy de Sully, né en Sully-sur-Loire et mort en mars 1280, est un prélat français du XIIIe siècle. Il est un neveu de Simon de Sully et est fils d'Archambaud III. 

## Biographie
Guy de Sully est membre de l'ordre  freres-prêcheurs et est prieur du couvent des jacobins de  Paris, quand  le pape le désigne archevêque de Bourges en  1276 en succession de son frère. II se tient de son temps un concile à Bourges, auquel préside  Simon, cardinal et légat du pape, en 1278.  Le pape lui donne pouvoir de conférer les bénéfices de fa dépendance, hors les six mois.